# Вероника ранняя
Веро́ника ра́нняя (лат. Veronica praecox) — однолетнее или двулетнее травянистое растение, вид рода Вероника (Veronica) семейства Подорожниковые (Plantaginaceae).

## Распространение и экология
Западная Европа: северо-восточная часть Испании, Франция, Италия, Германия, Бельгия, Дания, Швейцария, Великобритания (юго-восточная часть Англии), Австрия, Венгрия, Чехословакия, Албания, Югославия, Румыния, Болгария, Греция, Польша (редко), Фенноскандия (заносное), остров Крит; территория бывшего СССР: Молдавия, юг Украины с Крымом, Кавказ (Предкавказье, редко Закавказье: Коджори, Боржоми); Африка: Марокко, Алжир, Тунис (на севере этих стран).
Произрастает на мелкоземистых склонах предгорий, в степях и перелогах в лесостепной зоне; на залежах и паровых полях; на высоте до 1200 м над уровнем моря; как сорняк в Крыму.

## Ботаническое описание
Стебли высотой 5—20 (до 30) см, прямые, в нижней части большей частью многократно разветвлённые, без ползучих бесплодных побегов.
Листья все цельные, верхние сидячие, яйцевидные, у основания сердцевидные или закругленные, на верхушке тупые, по краю городчатые или городчато-зубчатые до выемчатых, рассеянно волосистые. Нижние листья на коротких черешках, широкояйцевидные до яйцевидно-треугольных, длиной до 1,5 см, шириной 1 см.
Кисти верхушечные, рыхлые, иногда пазушные — боковые; нижние прицветники подобные листьям, верхние более мелкие, ланцетные, по краю мелкозубчатые или цельнокрайные, несколько длиннее цветоножек; цветоножки почти равны или длиннее чашечки, прямые, или изогнутые, прижатые к цветочной оси, рассеянно железистые. Чашечка короче венчика, с тупыми долями, рассеянно железистоволосистая или голая; венчик тёмно-синий, диаметром 5—7 мм, три лопасти венчика округлые, одна яйцевидная, все тупые. Тычинки короче венчика.
Коробочка округло-яйцевидно-овальная, длиной 3—5 мм, шириной 4—5 мм, равна или несколько превышает чашечку, вверху незначительно выемчатая. Семена длиной около 1 мм, бокальчатые, овальные, слабо морщинистые, жёлто-бурые.

## Таксономия
Вид Вероника ранняя входит в род Вероника (Veronica) семейства Подорожниковые (Plantaginaceae) порядка Ясноткоцветные (Lamiales).
|  |                                      |  |                                                             |                                                             |                          |  | ещё 21 семейство (согласно Системе APG II) | ещё 21 семейство (согласно Системе APG II) |                     |  |  |  | ещё от 300 до 500 видов |
|  |                                      |  |                                                             |                                                             |                          |  | ещё 21 семейство (согласно Системе APG II) | ещё 21 семейство (согласно Системе APG II) |                     |  |  |  | ещё от 300 до 500 видов |
|  |                                      |  |                                                             | порядок Ясноткоцветные                                      |                          |  |                                            |                                            | род Вероника        |  |  |  |                         |
|  |                                      |  |                                                             | порядок Ясноткоцветные                                      |                          |  |                                            |                                            | род Вероника        |  |  |  |                         |
|  | отдел Цветковые, или Покрытосеменные |  |                                                             |                                                             | семейство Подорожниковые |  |                                            |                                            | вид Вероника ранняя |  |  |  |                         |
|  | отдел Цветковые, или Покрытосеменные |  |                                                             |                                                             | семейство Подорожниковые |  |                                            |                                            |                     |  |  |  |                         |
|  |                                      |  | ещё 44 порядка цветковых растений (согласно Системе APG II) | ещё 44 порядка цветковых растений (согласно Системе APG II) |                          |  |                                            | ещё 90 родов                               | ещё 90 родов        |  |  |  |                         |
|  |                                      |  |                                                             | ещё 44 порядка цветковых растений (согласно Системе APG II) |                          |  |                                            |                                            | ещё 90 родов        |  |  |  |                         |